# Сан-Габриел (Баия)
Сан-Габриел (порт. São Gabriel)  —  муниципалитет в Бразилии, входит в штат Баия. Составная часть мезорегиона Северо-центральная часть штата Баия. Входит в экономико-статистический микрорегион Иресе. Население составляет 18 797 человек на 2006 год. Занимает площадь 1156,798 км². Плотность населения — 16,2 чел./км².

## История
Город основан 25 февраля 1985 года.

## Статистика
- Валовой внутренний продукт на 2003 год составляет 26 952 814,00 реалов (данные: Бразильский институт географии и статистики).
- Валовой внутренний продукт на душу населения на 2003 год составляет 1447,52 реалов (данные: Бразильский институт географии и статистики).
- Индекс развития человеческого потенциала на 2000 год составляет 0,619 (данные: Программа развития ООН).